# Ana Rodrigues
Ana Rodrigues (Covilhã - Lisboa, 1593), também mencionada como Ana Röiz, Ana Roiz ou até Ana Ruiz em alguns documentos de época, onde era usual e comum abreviar o sobrenome patronímico Rodrigues, foi uma cristã-nova, colona portuguesa e matriarca das primeiras famílias assentadas, portadoras dos sobrenomes Rodrigues e Antunes, na região nordeste do Brasil, que em 1591, foi acusada de judaísmo e de dirigir uma sinagoga secreta nas terras de sua propriedade privada. Após ser deportada para Lisboa, foi julgada por heresia e declarada culpada pelo Tribunal do Santo Ofício. Apesar de ter sido condenada à morte, faleceu na prisão em 1593. Mais de dez anos após a sua morte, a sua sentença foi aplicada sendo os seus ossos desenterrados e queimados num auto de fé, além de ter a a sua imagem queimada como uma efígie em 1604.
É considerada uma das primeiras e mais conhecidas vítimas da primeira visitação do Inquisição portuguesa no Brasil.

## Biografia
Natural da região da Serra da Estrela, em Portugal, partindo de Lisboa, Ana Rodrigues desembarcou no Brasil, a 28 de dezembro de 1557, na companhia do seu primo de segundo grau e marido, Heitor Antunes, mercador de profissão, natural da Covilhã, e dos primeiros dos seus sete filhos, após atravessar o Oceano Atlântico na mesma nau que viajava Mem de Sá para assumir o cargo de Governador-Geral do Brasil. Fixando-se na Bahia, apesar de Heitor Antunes ser considerado cristão-novo, tendo abandonado publicamente a Judaísmo e se ter convertido à Cristianismo, por gozar da confiança do Governador e ser Cavaleiro d'el Rey e da Ordem da Rosa Mística de Cristo, tornando-se assim no primeiro templário a pisar o Brasil, a sua família recebeu um tratamento raro para os conversos à época, tendo lhe sido entregues as terras de Matoim, a sudoeste de Caboto, no Recôncavo da Bahia, e aí construído o seu engenho, conhecido como Engenho Matoim, propagando desde então os sobrenomes Rodrigues e Antunes na região bahiana.
Livres da vigilância do reino, numa área remota do Brasil, e impedidos de ascender na sociedade, por serem considerados de sangue impuro, Ana Rodrigues e o seu marido enriqueceram nos anos que se seguiram através do seu trabalho como comerciantes e produtores de açúcar assim como através dos casamentos dos seus filhos e filhas com cristãos velhos, afastando suspeitas sobre as suas práticas religiosas e ganhando poder e prestigio na região. Após duas décadas a residir na região, entre 1575 e 1577, Ana Rodrigues enterrou o seu marido segundo a tradição judaica, envolto em mortalha e em terra virgem, com o intuito de aí também ser enterrada a seu lado, tal como ditava a tradição dos seus antepassados.
Em 1591, com a chegada do Tribunal do Santo Ofício da Inquisição e do padre Heitor Furtado de Mendonça ao Brasil, e especificamente ao Nordeste açucareiro, devido a várias desconfianças por parte de outros proprietários de terras de que a família ainda praticava a sua fé original, vivendo como cripto-judeus, e sendo o catolicismo a única religião permitida no reino, toda a família Antunes foi acusada de heresia, práticas judaizantes, como a preparação de alimentos cerimoniais, celebrações do calendário judaico tradicional, realização de jejuns, bênçãos e orações judaicas, posse e leitura de livros sagrados, e de terem criado uma espécie de sinagoga clandestina na sua propriedade em Matoim. Embora todos os membros da família terem sido denunciados por várias testemunhas, chegando alguns a confessar os crimes de que eram acusados, as acusações mais graves recaíram sobre as mulheres, referidas como "macabéias de Matoim", que eram consideradas as principais responsáveis pela transmissão dos valores e práticas da sua religião, e a matriarca Ana Rodrigues, que já era octogenária em 1591, tendo sido realizadas pelo menos dezasseis denúncias diretas contra esta apenas no primeiro mês dos trabalhos da visitação nas terras bahianas.
Questionada sobre os seus hábitos alimentares, expressões coloquiais, práticas e costumes religiosos, Ana Rodrigues apresentou sempre resposta para os seus inquisidores, muitas vezes criando novas versões ou até mesmo contradições durante o seu inquérito. Consideradas altamente suspeitas de gerirem o núcleo de resistência judaica na região, Heitor Furtado de Mendonça enviou para Lisboa toda a documentação recolhida sobre as mulheres da família Antunes para a análise do Conselho Geral, sendo os processos de Ana Rodrigues, as suas filhas Violante, Beatriz e Leonor, e uma das suas netas, Ana Alcoforado (que foi denunciada pelo seu próprio marido, Nicolau Folleiro de Vasconcelos), considerados legítimos para serem levados ao Tribunal da Inquisição.
Presa e enviada para Lisboa, em 1593, onde seria julgada, Ana Rodrigues faleceu dois meses depois nos cárceres da Inquisição, não chegando a ouvir a sentença que a condenou à morte na fogueira quase uma década depois. Postumamente, em 1604, a sua memória foi amaldiçoada e os seus ossos desenterrados e incinerados, sendo ainda queimada a sua efígie (um retrato pintado para a ocasião, envolto com figuras demoníacas) e pendurada dentro da igreja que construíra junto com o marido em suas terras.
Actualmente é relembrada como um mártir da resistência judaica em tempos de perseguição religiosa e a primeira mulher a ser julgada e condenada à fogueira na América portuguesa.

## Descendência
Do seu casamento com Heitor Antunes, teve sete filhos:
- Isabel Antunes, casada com o cristão-velho António Alcoforado, proprietário de terras e produtor de açúcar, do qual deixou descendência: Ana Alcoforado (1565-);
- Violante Antunes, casada com o cristão-velho Diogo Vaz Escobar, do qual deixou descendência: Lucas de Escobar e de Isabel Antunes;
- Beatriz Antunes, casada com o cristão-velho Sebastião de Faria, capitão-mor e senhor de engenho que participou na conquista do Sergipe aos índios aimorés, do qual deixou descendência: Manuel de Faria, Valentim de Faria, Inês Brites Antunes, casada com Gaspar Pereira de Menezes, e Custódia de Faria, casada com Bernardo Pimentel de Almeida;
- Leonor Antunes (1560-1641), casada com o cristão-velho Henrique Moniz Barreto Teles, o Velho (1551-1620), fidalgo escudeiro da casa real e irmão de Duarte Moniz Barreto, alcaide-mor de Salvador, do qual deixou descendência: Diogo Moniz Teles (1579-1657), casado primeiramente com Catarina Vitória e, depois, com Maria de Menezes, Antónia de Menezes (1584-?), casada com Diogo Lopes Franco, Inês de Menezes (1588-?), casada com o capitão António Coelho Pinheiro, Joana Teles, casada com Nuno Dares ou d'Álvares, Henrique Moniz Teles, o Novo, casado com Maria Soares, e de Maria Beatriz de Menezes, casada com João Rodrigues Colaço, capitão-mor do Rio Grande;
- Jorge Antunes, casado com a cristã-velha Joana de Bettencourt de Sá, filha do fidalgo Francisco Álvares Ferreira de Bettencourt, do qual deixou descendência: Francisco de Bettencourt, casado com Arcângela de Melo, e de Maria de Sá, casada com Luís de Melo e Vasconcelos;
- Álvaro Lopes Antunes (-1600), casado com a cristã-velha Isabel Ribeiro, do qual deixou descendência: Manoel Antunes e Joana Antunes;
- Nuno Fernandes Antunes.